# Вентцель, Александр Дмитриевич
Александр Дмитриевич Вентцель (Alexander D. Wentzell) — советский и американский математик, профессор, доктор физико-математических наук.

## Биография
Родился 16 февраля 1937 года в Москве, сын генерал-майора Дмитрия Александровича Вентцеля (18.10. 1898 — 20.07. 1955) — профессора, доктора технических наук, и Ирины Грековой (21.03.1907-15.04.2002).
В 1958 году окончил МГУ им. М. В. Ломоносова. Работал там же на механико-математическом факультете.
В 1963 г. защитил кандидатскую диссертацию по теме «Аддитивные функционалы от диффузионных процессов» : диссертация … кандидата физико-математических наук : 01.00.00. — Москва, 1963. — 148 с.
В 1982 г. защитил докторскую диссертацию по теме «Грубые предельные теоремы о больших уклонениях для марковских случайных процессов» : диссертация … доктора физико-математических наук : 01.01.05. — Москва, 1981. — 263 с. : ил.
Научные интересы: стохастические процессы.
В 1993 году с семьёй эмигрировал в США. В настоящее время — профессор университета Тулейн в Новом Орлеане.

## Сочинения
- Курс теории случайных процессов / Александр Дмитриевич Вентцель. — М. : Мир, 1983. — 320 с. : ил.; 22 см.
- Курс теории случайных процессов [Текст] : Учеб. пособие для студентов мех.-мат. фак. ун-тов. — Москва : Наука, 1975. — 319 с. : ил.; 22 см.
- Флуктуации в динамических системах под действием малых случайных возмущений [Текст]. — Москва : Наука, 1979. — 424 с. : ил.; 21 см.
- Курс теории случайных процессов : [Перевод] / А. Д. Вентцель. — М. : Мир ; Ханой : Высш. шк., Б. г. (1987). — 461 с. : ил.; 20 см.
- Предельные теоремы о больших уклонениях для марковских случайных процессов / А. Д. Вентцель. — М. : Наука, 1986. — 175 с.; 20 см.
- Курс теории случайных процессов : [Учеб. пособие для мех.-мат. и физ. специальностей ун-тов] / А. Д. Вентцель. — 2-е изд., доп. — М. : Наука : Изд. фирма «Физ.-мат. лит.», 1996. — 398,[1] с. : ил.; 21 см; ISBN 5-02-013948-3
- Случайные процессы [Текст] : (Лекции для студентов III курса) / Моск. гос. ун-т им. М. В. Ломоносова. Мех.-мат. фак. Кафедра теории вероятностей. — Москва : [б. и.], 1969. — 160 с. : черт.; 20 см.
- Случайные процессы [Текст] : (Лекции для студентов 4-го курса) / Моск. гос. ун-т им. М. В. Ломоносова. Мех.-мат. фак. Кафедра теории вероятностей. — Москва : [б. и.], 1970. — 268 с. : черт.; 20 см.

## Семья
- Жена — Александра Александровна Раскина (род. 1942) — филолог, дочь писателей А. Б. Раскина и Ф. Вигдоровой. 
  - Дочь — Анна.
- Сестра — Татьяна (28.08.1931, Ленинград, СССР — 03.12. 2012, Москва) — к. ф.-м. н., доцент мехмата МГУ, жена математика и философа Ю. А. Шрейдера.
- Брат — Михаил (1939, Москва — 1990, там же) — военный инженер-радиотехник.